# Antella (Bagno a Ripoli)
Antella è una frazione del comune di Bagno a Ripoli, nella città metropolitana di Firenze, che conta quasi 3 000 abitanti ed è attraversata dal torrente Isone.
Il centro del paese è piazza Ubaldino Peruzzi al centro della quale c'è il monumento all'uomo politico, sindaco di Firenze durante il periodo in cui la città fu capitale d'Italia.
Il centro urbano di Antella sorge dopo che la confluenza tra il Borro delle Serre e il Borro di San Giorgio ha dato luogo al Borro di San Donato, in corrispondenza dell'incrocio tra via di Pulicciano/via Romanelli e via dell'Antella.

## Storia

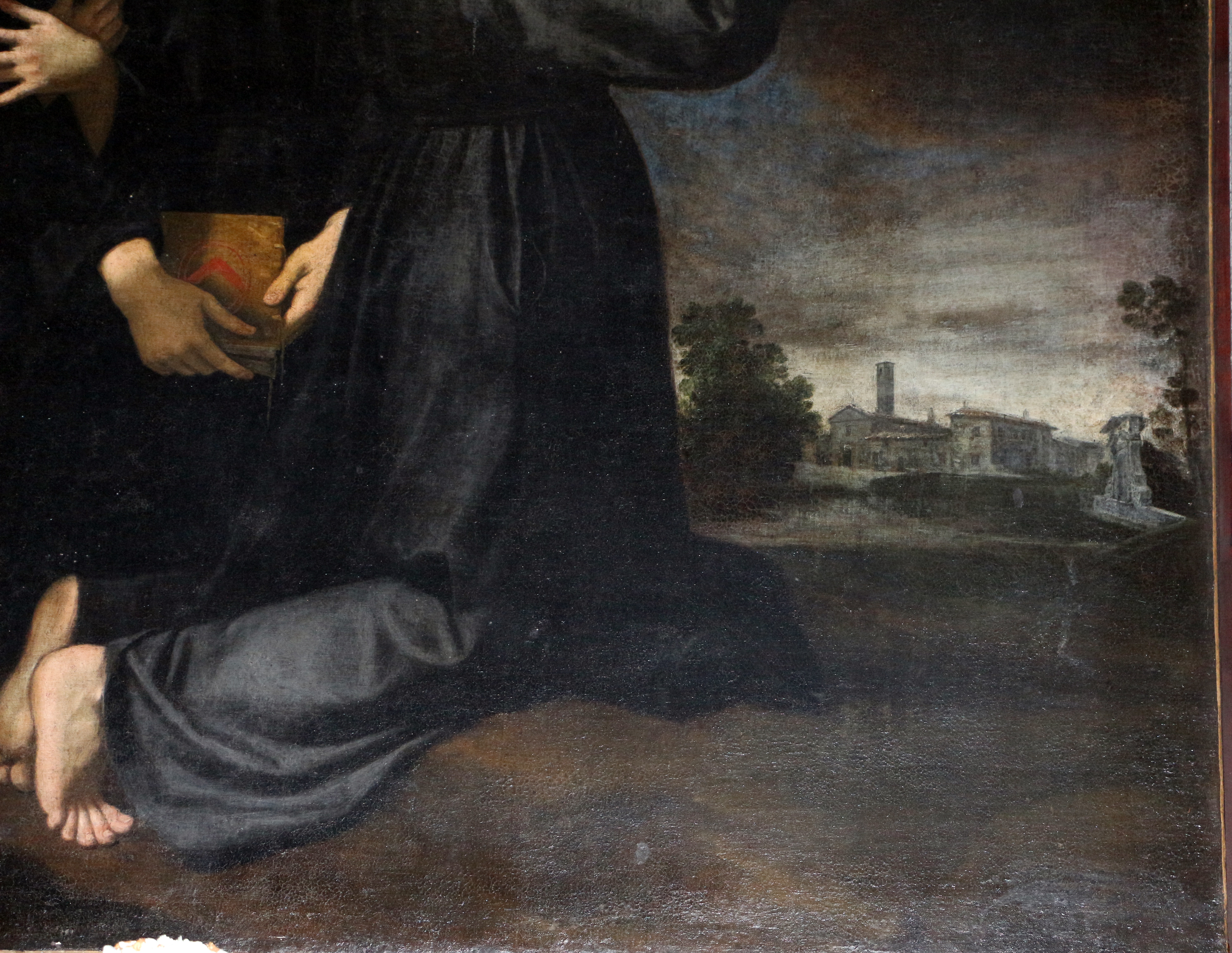
Veduta dell'Antella in un dipinto di Lorenzo Lippi nella pieve.

All'ingresso del paese - a valle e in prossimità dell'Autostrada del Sole - sono stati finora messi in luce resti di un impianto per la frangitura delle olive da riferire a una villa rustica di epoca romana (I-II sec. d.C.) appartenuta a Publio Alfio Erasto, commerciante di legname da costruzione, la cui epigrafe funeraria (CIL XI.I 1620), che mostra scolpiti a rilievo i tipici strumenti del mestiere del de cuius, fu rinvenuta nel 1546 in un podere allora dei marchesi Niccolini e si conserva murata nel castello di Sammezzano a Leccio di Reggello.
Gli insediamenti preottocenteschi sono episodici e circoscritti alla pieve medioevale, intorno alla quale, nel corso del XIX secolo, si formano piazza Peruzzi e il primo nucleo urbano, al complesso de Le Fonti, ancora agricolo, ubicato alla confluenza tra via della Torricella e via di Pulicciano, e al gruppo di case sorto in prossimità del ponte sul Borro di San Donato, in corrispondenza dell'incrocio tra via di Pulicciano e via dell'Antella. È intorno a questo incrocio viario che, nei primi decenni del '900, si sviluppa l'abitato. La realizzazione del cimitero monumentale, che sorge nel settore orientale, indirizza lo sviluppo urbano verso nord-ovest (via dell'Antella) e nord-est (via Ubaldino Peruzzi).
La crescita avviene soprattutto in destra idrografica del Borro di San Donato, almeno fino a quando, a cavallo tra gli anni '50 e gli anni '60, viene realizzata l'Autostrada del Sole, che segna una barriera invalicabile verso nord. Saturato il settore settentrionale, compreso tra via dell'Antella e il tracciato autostradale, bloccato lo sviluppo a sud-est, per la presenza del cimitero, l'espansione urbana interessa le aree nord-orientali intorno a via Ubaldino Peruzzi e oltrepassa, a sud-ovest, il Borro di San Donato, occupando le aree di fondovalle e risalendo verso via della Torricella.

## Clima
Dati:https://www.sir.toscana.it/ che fanno riferimento fino al 2011, anno di dismissione della stazione.
Il 5 agosto 2003 è stato raggiunto il valore massimo di 43,1 °C, che risulta essere la temperatura più alta mai registrata in Toscana.
| Antella            | Gen  | Feb  | Mar  | Apr  | Mag  | Giu  | Lug  | Ago  | Set  | Ott  | Nov  | Dic  |
| ------------------ | ---- | ---- | ---- | ---- | ---- | ---- | ---- | ---- | ---- | ---- | ---- | ---- |
| T. max. media (°C) | 10,0 | 11,1 | 14,8 | 19,0 | 24,6 | 29,8 | 34,6 | 34,3 | 29,1 | 22,7 | 16,0 | 11,2 |
| T. min. media (°C) | 0,9  | 1,7  | 4,4  | 7,3  | 10,6 | 13,8 | 16,2 | 16,3 | 13,5 | 9,2  | 4,7  | 1,6  |

## Eventi
Fiera dell'Antella
Primo fine settimana e lunedì di ottobre, centro abitato di Antella
Istituita per la prima volta nel lontano 1851, questa antica manifestazione divenne tradizione stabile a partire dal 1872, allorché accanto a un mercato bisettimanale del bestiame, il Comune istituì una fiera annuale di animali e merci nei giorni di mercoledì e giovedì antecedenti la più blasonata Fiera di San Luca ad Impruneta.
Con il passare del tempo la fiera crebbe di importanza e durante la sua apertura, spostata a quella attuale, si potevano trovare mostre di semi selezionati di cereali e piante da orto. La fiera vantava inoltre anche un concorso in cui venivano premiati i migliori bovini. Nel 1921 si arrivò addirittura a ben oltre 450 capi di bestiame esposti durante il mercato.
Con il passaggio della guerra e l'inesorabile trasformazione della società italiana che da fortemente rurale e legata all'agricoltura divenne oggetto di un velocissimo fenomeno di industrializzazione, la Fiera di Antella si trasformò sempre più mercato di merci, perdendo di importanza.
In questi ultimi anni però, grazie all'impegno dell'Amministrazione Comunale e del comitato "Vivere all'Antella", questa tradizione ha ricevuto nuova linfa, con il ritorno degli animali nel centro del paese, attività didattiche rivolte ai più piccoli sulla vita agreste e sulle tecniche agricole, e un'interessantissima mostra di ricamo, arte antica e preziosa tipica di Antella, con lavori realizzati nel "Laboratorio di ricamo tradizionale a telaio".
(fonte: Comune di Bagno a Ripoli)

## Monumenti e luoghi d'interesse
- Pieve di Santa Maria

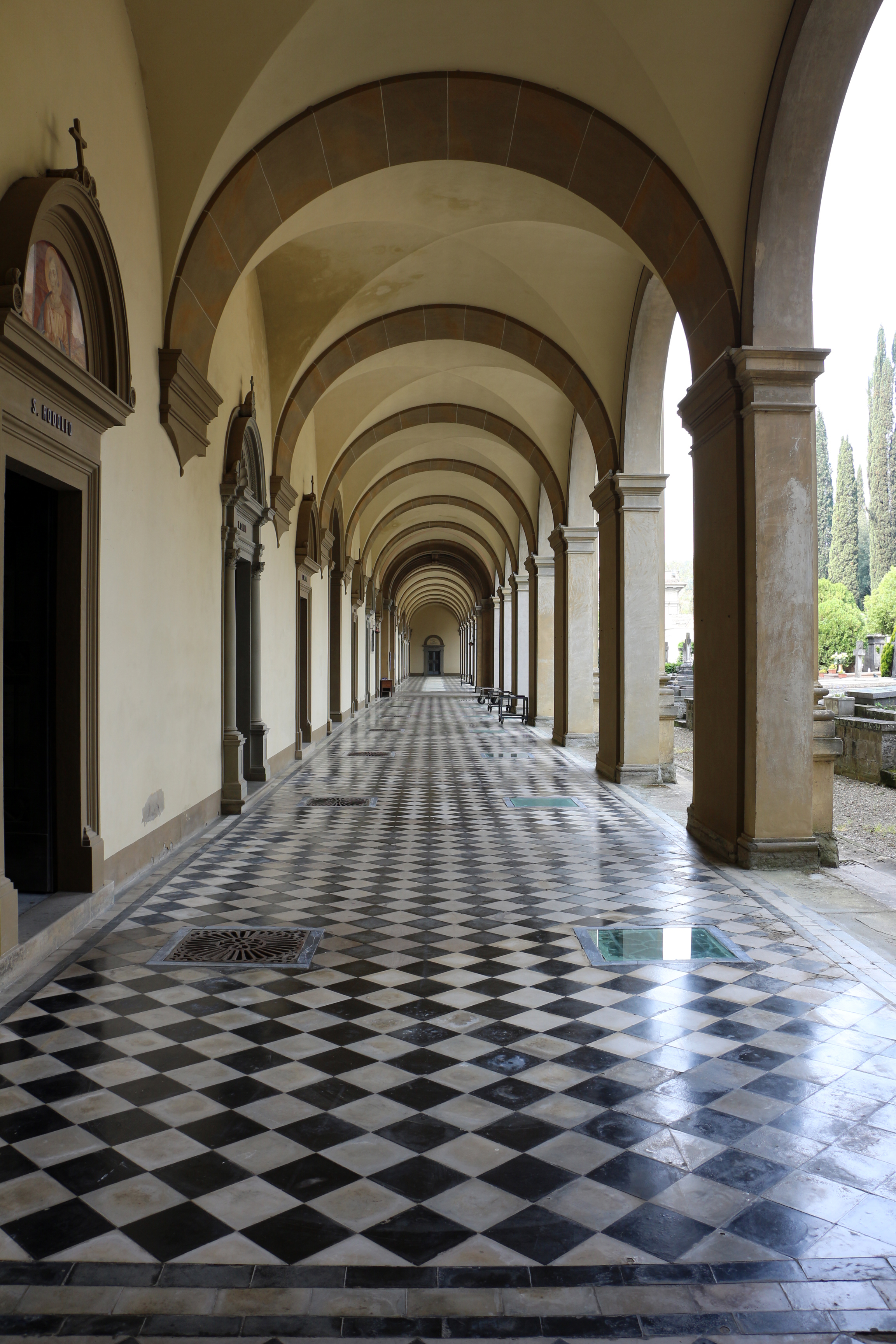
Il cimitero monumentale della Misericordia

- Oratorio di Santa Caterina delle Ruote
- Cimitero monumentale della Misericordia
- Nuovo Teatro Comunale
- Villa La Torre

## Economia

### Industria
- Profumi per la casa e la persona (Dr. Vranjes Firenze)

## Sport

### Calcio
Antella ha una propria squadra di calcio, L'Antella '99, che milita nel campionato di Eccellenza: i colori della società sono il bianco e il celeste. Storica la rivalità (non solo sportiva) con Grassina, altra frazione di Bagno a Ripoli.

### Baseball e softball
L'Antella Baseball & Softball è nata nel 1983 all'interno del Circolo Ricreativo Culturale Antella. A inizio 2005 ha cambiato ragione sociale, divenendo Associazione Sportiva Dilettantistica.